# Tomas Sandström
Tomas Sandström (ur. 4 września 1964 w Jakobstad) – szwedzki hokeista, reprezentant Szwecji, dwukrotny olimpijczyk.
Jego bracia Mikael (ur. 1963) i Krister (ur. 1967) także byli, a bratankowie Lucas (ur. 1990) i Rasums (ur. 1989) nadal są hokeistami.

## Kariera klubowa
- Fagersta AIK (1979–1982)
- Brynäs (1982–1984)
- New York Rangers (1984–1990)
- Los Angeles Kings (1990–1994)
- Pittsburgh Penguins (1994–1997)
- Malmö (1982–1984)
- Detroit Red Wings (1997)
- Anaheim Ducks (1997–1999)
- Malmö (1999–2002)

Wychowanek Fagersta AIK. W latach 1984–1999 grał w lidze National Hockey League na pozycji skrzydłowego. Łącznie w NHL wystąpił w 18 sezonach, rozegrał 1122 meczów, w których uzyskał 937 punktów za 937 gole i 426 asyst.
Uczestniczył w turniejach zimowych igrzyskach olimpijskich 1984, 1998, Canada Cup 1984, 1991, mistrzostw świata w 1985, 1987, 1989.

## Sukcesy
Reprezentacyjne
- Złoty medal mistrzostw Europy juniorów do lat 18: 1982
- Srebrny medal Canada Cup: 1984
- Brązowy medal zimowych igrzysk olimpijskich: 1984
- Złoty medal mistrzostw świata: 1987

Klubowe
- Mistrzostwo dywizji NHL: 1991 z Los Angeles Kings, 1994, 1996, Pittsburgh Penguins
- Mistrzostwo konferencji NHL: 1993 z Los Angeles Kings
- Clarence S. Campbell Bowl: 1993 z Los Angeles Kings, 1997 z Detroit Red Wings
- Puchar Stanleya: 1997 z Detroit Red Wings

Indywidualne
- Liga szwedzka 1981/1982:
  - Årets Junior – najlepszy szwedzki junior
- Mistrzostwa Europy juniorów do lat 18 w hokeju na lodzie 1982:
  - Najlepszy napastnik turnieju[5]
  - Skład gwiazd turnieju
- Mistrzostwa świata juniorów do lat 20 w 1983:
  - Najlepszy napastnik turnieju
  - Skład gwiazd turnieju
- NHL (1984/1985):
  - NHL All-Rookie Team
- NHL (1986/1987):
- Viking Award – nagroda dla najlepszego szwedzkiego zawodnika w lidze NHL
- Sezon NHL (1990/1991):
- Viking Award – nagroda dla najlepszego szwedzkiego zawodnika w lidze NHL

Wyróżnienie
- Galeria Sławy szwedzkiego hokeja na lodzie: 2013[6]

## Statystyki

### Statystyki – sezony zasadnicze
| Sezon        | Drużyna              | Wiek    | Liczba meczów | Gole | Asysty | Punkty | Kary w min. |
| ------------ | -------------------- | ------- | ------------- | ---- | ------ | ------ | ----------- |
| 1984–1985    | New York Rangers     | 20 lat  | 74            | 29   | 30     | 59     | 51          |
| 1985–1986    | New York Rangers     | 21 lat  | 73            | 25   | 29     | 54     | 109         |
| 1986–1987    | New York Rangers     | 22 lata | 64            | 40   | 34     | 74     | 60          |
| 1987–1988    | New York Rangers     | 23 lata | 69            | 28   | 40     | 68     | 60          |
| 1988–1989    | New York Rangers     | 24 lata | 79            | 32   | 56     | 88     | 148         |
| 1989–1990    | Los Angeles Kings    | 25 lat  | 28            | 13   | 20     | 33     | 28          |
|              | New York Rangers     | 25 lat  | 48            | 19   | 19     | 38     | 100         |
| 1990–1991    | Los Angeles Kings    | 26 lat  | 68            | 45   | 44     | 89     | 106         |
| 1991–1992    | Los Angeles Kings    | 27 lat  | 49            | 17   | 22     | 39     | 70          |
| 1992–1993    | Los Angeles Kings    | 28 lat  | 39            | 25   | 27     | 52     | 57          |
| 1993–1994    | Los Angeles Kings    | 29 lat  | 51            | 17   | 24     | 41     | 59          |
|              | Pittsburgh Penguins  | 29 lat  | 27            | 6    | 11     | 17     | 24          |
| 1994–1995    | Pittsburgh Penguins  | 30 lat  | 47            | 21   | 23     | 44     | 42          |
| 1995–1996    | Pittsburgh Penguins  | 31 lat  | 58            | 35   | 35     | 70     | 69          |
| 1996–1997    | Detroit Red Wings    | 32 lat  | 34            | 9    | 9      | 18     | 36          |
|              | Pittsburgh Penguins  | 32 lat  | 40            | 9    | 15     | 24     | 33          |
| 1997–1998    | Anaheim Mighty Ducks | 33 lat  | 77            | 9    | 8      | 17     | 64          |
| 1998–1999    | Anaheim Mighty Ducks | 34 lat  | 58            | 15   | 17     | 32     | 42          |
| Podsumowanie |                      |         | 983           | 394  | 463    | 857    | 1193        |

### Statystyki – faza play-off
| Sezon        | Drużyna              | Wiek    | Liczba meczów | Gole | Asysty | Punkty | Kary w min. |
| ------------ | -------------------- | ------- | ------------- | ---- | ------ | ------ | ----------- |
| 1984–1985    | New York Rangers     | 20 lat  | 3             | 0    | 2      | 2      | 0           |
| 1985–1986    | New York Rangers     | 21 lat  | 16            | 4    | 6      | 10     | 20          |
| 1986–1987    | New York Rangers     | 22 lata | 6             | 1    | 2      | 3      | 20          |
| 1988–1989    | New York Rangers     | 24 lata | 4             | 3    | 2      | 5      | 12          |
| 1989–1990    | Los Angeles Kings    | 25 lat  | 10            | 5    | 4      | 9      | 19          |
| 1990–1991    | Los Angeles Kings    | 26 lat  | 10            | 4    | 4      | 8      | 14          |
| 1991–1992    | Los Angeles Kings    | 27 lat  | 6             | 0    | 3      | 3      | 8           |
| 1992–1993    | Los Angeles Kings    | 28 lat  | 24            | 8    | 17     | 25     | 12          |
| 1993–1994    | Pittsburgh Penguins  | 29 lat  | 6             | 0    | 0      | 0      | 4           |
| 1994–1995    | Pittsburgh Penguins  | 30 lat  | 12            | 3    | 3      | 6      | 16          |
| 1995–1996    | Pittsburgh Penguins  | 31 lat  | 18            | 4    | 2      | 6      | 30          |
| 1996–1997    | Detroit Red Wings    | 32 lat  | 20            | 0    | 4      | 4      | 24          |
| 1998–1999    | Anaheim Mighty Ducks | 34 lat  | 4             | 0    | 0      | 0      | 4           |
| Podsumowanie |                      |         | 139           | 32   | 49     | 81     | 183         |